# 萊曼極限
萊曼極限是氫的萊曼系最短的波長，結束在91.2奈米。它相當於一個電子從氫的基態逃逸到電位勢障壁（也就是創造一個氫離子）所需要的能量。這個能量等同於里德伯常量。